# Siemion Jelistratow
Siemion Andriejewicz Jelistratow, ros. Семён Андреевич Елистратов (ur. 3 maja 1990 w Ufie) – rosyjski łyżwiarz szybki specjalizujący się w short tracku, trzykrotny medalista olimpijski, multimedalista mistrzostw świata i Europy.
Trzykrotnie uczestniczył w zimowych igrzyskach olimpijskich. Na igrzyskach w Vancouver zajął 24. miejsca w trzech konkurencjach – biegach na 500, 1000 i 1500 m. Na igrzyskach w Soczi został mistrzem olimpijskim w sztafecie mężczyzn (wraz z nim wystąpili Wiktor Ahn, Władimir Grigorjew i Rusłan Zacharow). Rosjanie w biegu finałowym wynikiem 6:42,100 poprawili rekord olimpijski. W pozostałych startach w Soczi, Jelistratow zajął 6. miejsce na 1000 m, 11. na 1500 m i 15. na 500 m.
Trzeci start olimpijski Jelistratowa miał miejsce w 2018 roku w Pjongczangu. Jako reprezentant olimpijskich sportowców z Rosji wystąpił w trzech konkurencjach – zdobył brązowy medal olimpijski w biegu na 1500 m, zajął 20. miejsce na 500 m i 6. miejsce na 1000 m
Ośmiokrotnie stawał na podium mistrzostw świata w short tracku. W 2013 roku w Debreczynie zdobył srebrny medal w sztafecie, w 2015 roku w Moskwie został mistrzem świata na dystansie 1500 m, w 2018 roku w Montrealu zdobył trzy brązowe medale (na 500, 1500 i 3000 m), a w 2019 roku w Sofii wywalczył srebrny medal na 3000 m oraz brązowe na 1000 m i w wieloboju.
Jest multimedalistą mistrzostw Europy na których zdobył 35 medali – 11 złotych, 12 srebrnych i 12 brązowych. Medale przywoził z każdych mistrzostw Europy w latach 2011–2019.